# Bemanevika Haut Sambirano
Bemanevika Haut Sambirano è una città e comune del Madagascar situata nel distretto di Ambanja, regione di Diana. 
La popolazione del comune rilevata nel censimento 2001 era pari a 13 389 unità.